# Semoussac
Semoussac ist eine französische Gemeinde mit 389 Einwohnern (Stand: 1. Januar 2022) im Département Charente-Maritime in der Region Nouvelle-Aquitaine (vor 2016 Poitou-Charentes); sie gehört zum Arrondissement Jonzac und zum Kanton Pons. Die Einwohner werden Semoussacais genannt.

## Geographie
Semoussac liegt etwa 70 Kilometer nordnordwestlich von Bordeaux. Umgeben wird Semoussac von den Nachbargemeinden Saint-Ciers-du-Taillon im Norden, Consac und Semillac im Nordosten, Saint-Martial-de-Mirambeau im Osten, Saint-Bonnet-sur-Gironde im Süden und Südwesten, Saint-Georges-des-Agoûts im Südwesten und Westen sowie Saint-Thomas-de-Conac im Westen und Nordwesten.

## Bevölkerungsentwicklung
| Jahr                       | 1962 | 1968 | 1975 | 1982 | 1990 | 1999 | 2006 | 2019 |
| Einwohner                  | 321  | 277  | 251  | 243  | 212  | 220  | 260  | 382  |
| Quellen: Cassini und INSEE |      |      |      |      |      |      |      |      |

## Sehenswürdigkeiten
- Kirche Saint-Pierre aus dem 12. Jahrhundert, seit 2000 Monument historique

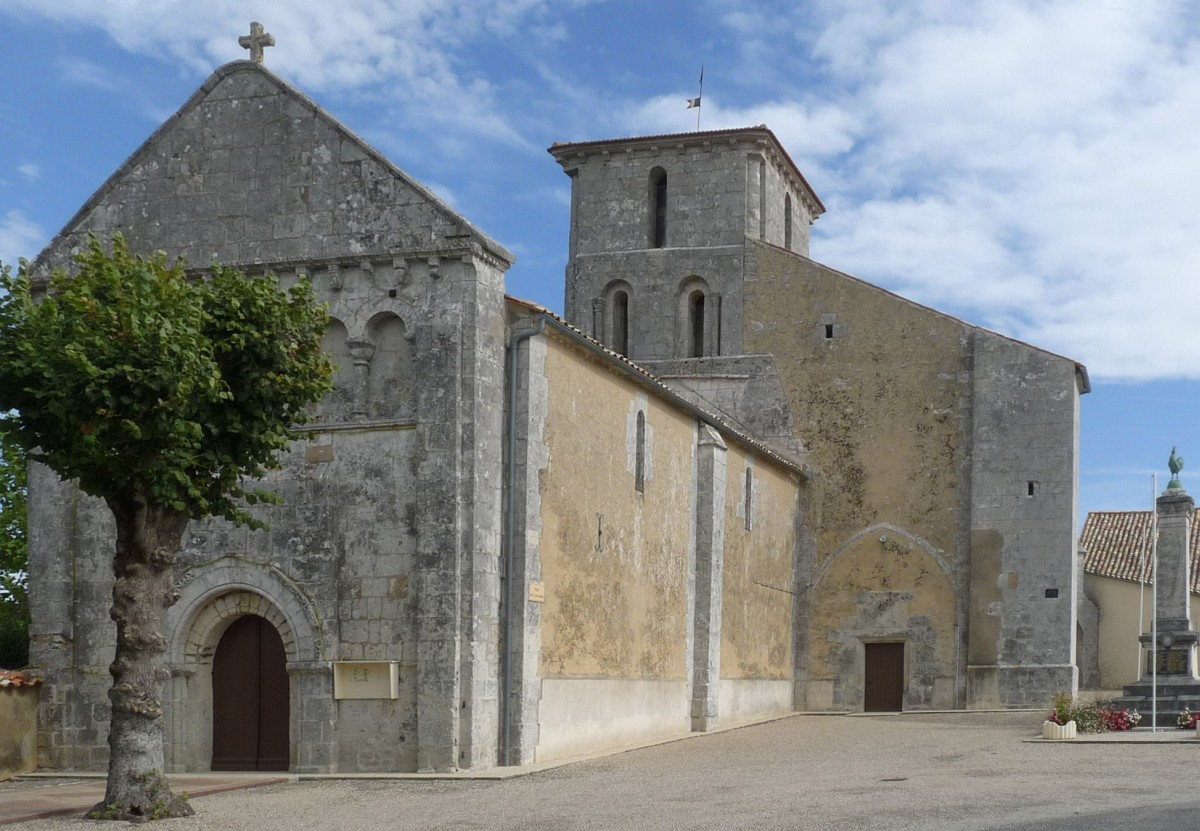
Kirche Saint-Pierre